# Roberto Herbster Gusmão
Roberto Herbster Gusmão (Belo Horizonte, 29 de maio de 1923 — São Paulo, 17 de agosto de 2019) foi um empresário, advogado e político brasileiro.

## Biografia
Antes de se bacharelar em Direito presidiu a União Nacional dos Estudantes (1947-1948), quando foi amigo de Petrônio Portella, ao mesmo tempo em que este foi diretor de publicidade da UNE, e após a sua inserção na política filiou-se à UDN com o beneplácito de Milton Campos. Em 1954, filiou-se ao PTB, chegando a integrar o diretório regional. Fundador e professor da Escola de Administração da Fundação Getúlio Vargas, foi delegado regional do trabalho em São Paulo nos anos de 1959, 1961 e 1963. Eleito vereador em São Paulo em 1965, teve seus direitos políticos cassados pelos militares logo em seguida. Retornou à iniciativa privada e assumiu a presidência da Cervejaria Antártica. Com o fim do bipartidarismo após a reforma partidária de 1979 ingressou no Partido Popular chegando a presidir o diretório paulista, o que não o impediu de defender a incorporação do PP ao PMDB. Nos dois primeiros anos do governo Franco Montoro (1983-1985) foi presidente do Banco do Desenvolvimento do Estado de São Paulo (BADESP) e Secretário de Governo. Escolhido Ministro da Indústria e Comércio pelo presidente Tancredo Neves, exerceu o cargo nos primeiros meses do governo José Sarney.
Morreu em São Paulo, no dia 17 de agosto de 2019, aos 96 anos de idade, vítima de insuficiência respiratória. 
Gusmão teve um AVC em março de 2018 e estava de cama desde então. 

## Fonte de pesquisa
- ALMANAQUE ABRIL 1986. 12. ed. São Paulo: Abril, 1985.